# Magda Strebl
Magda Strebl (* 19. Jänner 1929 in Wien; † 11. April 2021) war die erste weibliche Leiterin der Österreichischen Nationalbibliothek.

## Leben
Maria Magdalena Kitzberger wurde als Tochter des Eisendrehers und Edelsteinschleifers Paul Kitzberger (1897–1974) und der Kleidermachermeisterin Helene, geb. Pointner (1902–1981) in Wien geboren. Sie besuchte das Mädchen-Realgymnasium Wien VI in der Rahlgasse, wo sie ihre Matura ablegte. Anschließend studierte sie Jus und wurde 1951 an der Universität Wien promoviert. Ein Jahr später legte sie die Meisterprüfung für Damenkleidermacher ab. Danach absolvierte sie das Gerichtsjahr und war von 1953 bis 1956 im Zentralbesoldungsamt tätig, wo sie die Dienstprüfung aus Staatsverrechnung ablegte. 1957 wechselte sie an die Österreichische Nationalbibliothek als Fachreferentin für Rechtswissenschaft. 1959 legte sie dort die Dienstprüfung für den höheren Bibliotheksdienst ab. Ab 1968 leitete sie die Titelaufnahme, später die Katalogabteilung und ab 1982 die Erwerbungsabteilung. Im selben Jahr wurde sie Direktorin der Druckschriftensammlung. 1983 wurde sie zur Generaldirektorin der Österreichischen Nationalbibliothek bestellt. Von 1987 bis 1991 war sie Chairperson des Core Programme Preservation and Conservation der IFLA und von 1988 bis 1992 Präsidentin der Vereinigung Österreichischer Bibliothekarinnen und Bibliothekare. 1993 trat Strebl in den Ruhestand.
Magda Strebl war mit dem Germanisten, Kunsthistoriker und Bibliothekar Laurenz Strebl (* 1934) verheiratet, der 1971 aus der Nationalbibliothek in die Abteilung für wissenschaftliches Bibliotheks- und Informationswesen des neugegründeten Wissenschaftsministeriums wechselte. Das Ehepaar bekam zwei Kinder: eine Tochter (* 1964) und einen Sohn (* 1966).

## Veröffentlichungen (Auswahl)
- Der „Alte Katalog“ der Druckschriftensammlung der Österreichischen Nationalbibliothek. In: Biblos, 31 (1982), S. 136ff.
- Baulösungen und Bauvorhaben in der Österreichischen Nationalbibliothek. In: Biblos, Jg. 35 (1986), S. 296ff.
- 40 Jahre Biblos. In: Biblos, Jg. 40 (1991), S. 179ff.

- Die bibliothekarische Fortbildung in Österreich und Eberhard Tiefenthaler. In: Wilhelm Meusburger u. a. (Hrsg.): Gedenkschrift Eberhard Tiefenthaler. Direktor der Vorarlberger Landesbibliothek von 1977 bis 1995. Neugebauer, Graz 1996 (Schriften der Vorarlberger Landesbibliothek; 1), S. 33ff.
- Literaturversorgung in einer niederösterreichischen Stadt am Beispiel Klosterneuburg. In: Jahrbuch für Landeskunde von Niederösterreich. Jahrgang 63/64, 1997/1998, S. 93–106 (zobodat.at [PDF]).
- Bibliotheken – Mäzenatentum, Spendenwesen, Sponsoring. In: Ilse Dosoudil (Hrsg.): Information und Wirtschaft. Aspekte einer komplexen Beziehung [gewidmet HR Mag. Gertraud Wehrmann, Bibliotheksdirektorin der Wirtschaftsuniversität Wien i. R.], Wien 2003, ISBN 3-85114-759-6, S. 165ff.
- Der Komponist des Andreas-Hofer-Liedes Leopold Knebelsberger aus Klosterneuburg. In: Heinz Hauffe, Walter Neuhauser: Kulturerbe und Bibliotheksmanagement. Festschrift für Walter Neuhauser zum 65. Geburtstag am 22. September 1998. Biblos-Schriften-Administration, Innsbruck 1998 (Biblos-Schriften; 170), ISBN 3-9500751-2-7, S. 393–403.

- "Österreich-Bibliotheken" Eine der kulturpolitischen Initiativen Österreichs im neuen Europa. In: Birgit Schneider (Hrsg.): Bücher, Menschen und Kulturen. Festschrift für Hans-Peter Geh zum 65. Geburtstag. Saur, München 1999, ISBN 3-598-11399-4, S. 381–389.
- Frauen auf dem Weg zu beruflichen Führungspositionen. In: Renate Klepp u. a. (Hrsg.): Artibus atque modis. Festschrift für Ilse Dosoudil zum 60. Geburtstag. WUV, Univ.-Verl., Wien 2001, ISBN 3-85114-643-3, S. 193ff.